# Tasmanischer Langnasenbeutler

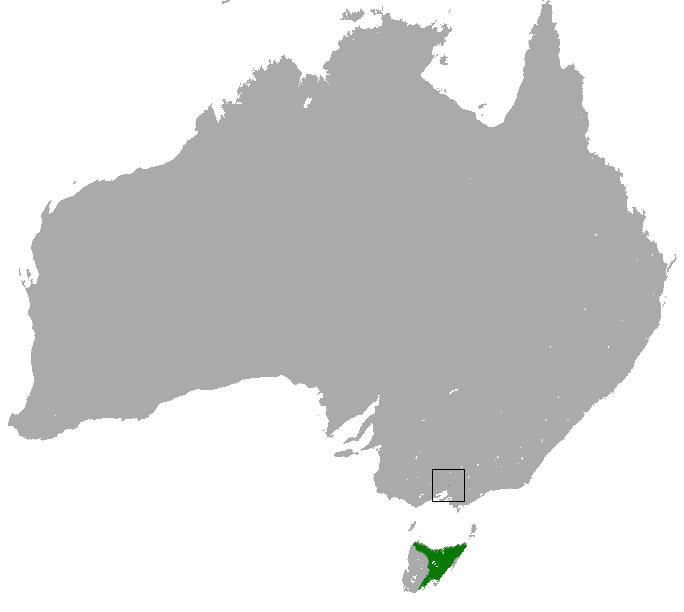
Verbreitungsgebiet

Der Tasmanische Langnasenbeutler (Perameles gunnii) ist ein Beuteltier aus der Familie Eigentliche Nasenbeutler, das auf Tasmanien und auf dem australischen Festland vorkommt.

## Merkmale
Die Art besitzt spitze Ohren und eine lange Schnauze, der Unterleib wirkt kompakt. Das Fell ist auf der Oberseite sandbraun bis grau, am Bauch sowie an den Beinen heller bis weißlich gefärbt. Kennzeichnend für die Tiere sind mehrere helle Bänder auf dem Hinterleib. Die Nasenspitze ist rosa und fast nackt. Der Tasmanische Nasenbeutler erreicht eine Kopf-Rumpf-Länge von 27 bis 35 cm, eine Schwanzlänge von 7 bis 11 cm und ein Gewicht von 0,5 bis 1,5 kg.

## Verbreitung und Habitat
Der Tasmanische Nasenbeutler lebt heute vorwiegend im östlichen und nördlichen Tasmanien. Er hatte ursprünglich ein größeres Verbreitungsgebiet im Südosten Australiens. Aufgrund mehrerer ungünstiger Faktoren starb diese Population zeitweilig aus. In den letzten Jahren wurde die Art an verschiedenen Stellen im Bundesstaat Victoria wiedereingeführt.
Als Habitat dienen Grasflächen und baumbestandene Gebiete mit Gras als Untervegetation.

## Lebensweise

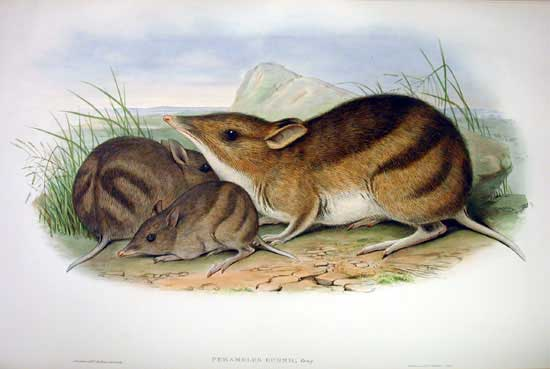
Perameles gunnii, Gould 1863

Die einzelnen Tiere leben außerhalb der Paarungszeit allein. Sie sind vorwiegend nachtaktiv und ruhen in selbstgebauten Nestern aus Gras, Blättern und Zweigen, die auf dem Boden im Schutz einer dichten Vegetation platziert werden. Manchmal werden verlassene Kaninchenbaue als Versteck genutzt. Die durchschnittliche Reviergröße ist 40 Hektar für Männchen und 30 Hektar für Weibchen. Die Reviere können sich überlappen doch jedes Nest wird nur von einem erwachsenen Exemplar genutzt. Der Tasmanische Nasenbeutler gräbt mit seinen Klauen und der spitzen Schnauze im Erdreich auf der Suche nach Regenwürmern, Käfern, Insektenlarven und anderen Wirbellosen. Er frisst auch Beeren, Wurzeln, Getreide und andere Pflanzenteile.
Weibchen sind pro Jahr bis zu vier Mal paarungsbereit. Auf Tasmanien erfolgt die Fortpflanzung zwischen Ende Mai und Dezember. Nach etwa 12 Tagen Trächtigkeit werden meist zwei Jungtiere geboren, selten bis zu vier Junge. Diese klettern in den Beutel der Mutter, wo sie 55 bis 60 Tage verbleiben. Nach dem Verlassen des Beutels werden sie noch etwa eine Woche gesäugt. Bei Erreichen der Geschlechtsreife sind die Tiere etwa vier Monate alt.
Der Tasmanische Nasenbeutler kann drei Jahre alt werden.

## Status
Nach Ankunft der Europäer in Australien verschlechterte sich die Situation des Tasmanischen Nasenbeutlers rapide. Die ursprünglichen Grasflächen wurden nun als Weide für Schafe genutzt oder zu Ackerland umgestaltet. Dadurch verlor die Art fast 99 % ihres ursprünglichen Lebensraums. Neben dem schon vorhandenen Dingo kamen neue Feinde in Form von Hauskatzen und Füchsen hinzu. Eingeführte Kaninchen stellten eine neue Konkurrenz dar.
Zur Erhaltung der Art auf dem Festland wurden Zuchtprogramme gestartet und mehrere Exemplare in die Natur entlassen. Trotzdem besteht die Population in Victoria nur aus wenigen hundert Tieren. Auf Tasmanien kommt der Tasmanische Nasenbeutler noch recht häufig vor. Die IUCN listet den Gesamtbestand deshalb in der Vorwarnliste (Near Threatened).